# Лоскутников, Иван Николаевич
Иван Николаевич Лоскутников (29 августа 1920, Куртамыш, Челябинская губерния — 29 октября 1990, Вильнюс) — гвардии полковник Советской Армии, участник Великой Отечественной войны, военный советник в ходе Египетско-израильской войны на истощение, Герой Советского Союза (1945). Выйдя в отставку работал начальником Литовской республиканской спасательной службы.

## Биография
Иван Николаевич Лоскутников родился 29 августа 1920 года в семье служащего в городе Куртамыше Куртамышского сельсовета Куртамышской волости Куртамышского района (на правах уезда) Челябинского районного управления на правах губернского органа, подчинённого Революционному Совету 1-й Армии Труда, ныне город — административный центр Куртамышского муниципального округа Курганской области.
С конца 1920-х годов жил в Макушино (ныне в Макушинском муниципальном округе Курганской области), где окончил семилетнюю железнодорожную школу № 55. В 1938—1940 годах работал секретарём политотдела Коноваловского семеноводческого совхоза Макушинского района и помощником бухгалтера ремонтно-путевого участка на станции Варгаши (ныне в Варгашинском муниципальном округе Курганской области).
15 сентября 1940 года Лоскутников был призван на службу в Рабоче-крестьянскую Красную Армию Макушинским РВК Челябинской области. Служил командиром отделения в 550-м гаубичном полку 2-й Краснознамённой армии. В 1942 году он окончил Дальневосточное артиллерийское училище. С ноября того же года — на фронтах Великой Отечественной войны. В боях два раза был ранен.
В ноябре 1942 года его назначили командиром огневого взвода в составе прибывшей из-под Сталинграда на Калининский фронт 32-й отдельной стрелковой бригады 22-й армии.
В 1943 году вступил в ВКП(б), в 1952 году партия переименована в КПСС.
В октябре 1943 года стрелковую бригаду расформировали, и лейтенант Лоскутников был зачислен на аналогичную должности командира огневого взвода в состав 560-го артиллерийского полка 319-й стрелковой дивизии 22-й армии 2-го Прибалтийского фронта.
10 июля 1944 года западнее села Усть-Долыссы старший лейтенант Лоскутников был тяжело ранен осколками разорвавшегося снаряда и эвакуирован в тыловой госпиталь.
Выйдя из госпиталя в декабре 1944 года, старший лейтенант Лоскутников был направлен в состав 3-й ударной армии 1-го Белорусского фронта, где был назначен командиром батареи 49-го гвардейского артиллерийского полка 23-й гвардейской стрелковой дивизии. Дивизия в составе армии находилась во втором эшелоне фронта и дислоцировалась на восточном берегу Вислы напротив Магнушевского плацдарма.
К апрелю 1945 года гвардии старший лейтенант Иван Лоскутников командовал батареей 49-го гвардейского артиллерийского полка 23-й гвардейской стрелковой дивизии 3-й ударной армии 1-го Белорусского фронта. Отличился во время Берлинской операции. 15-23 апреля 1945 года Лоскутников три раза выводил свою батарею на открытую позицию и, ведя огонь прямой наводкой, способствовал основным силам в их переправе через реку Альте-Одер и продвижении к району Панков. В тех боях Лоскутников был контужен, но продолжал сражаться.
Указом Президиума Верховного Совета СССР от 31 мая 1945 года за «образцовое выполнение боевых заданий командования на фронте борьбы с немецкими захватчиками и проявленные при этом мужество и героизм» гвардии старший лейтенант Иван Лоскутников был удостоен высокого звания Героя Советского Союза с вручением ордена Ленина и медали «Золотая Звезда» за номером 6742.
После окончания войны Лоскутников продолжил службу в Советской Армии, до августа 1948 года служил командиром батареи в составе 25-й механизированной и 84-й гвардейской стрелковой дивизий 3-й ударной армии Группы советских оккупационных войск в Германии (ГСОВГ). Был комендантом одного из районов Берлина до 1948 года
В августе 1948 — ноябре 1951 годов служил в Белорусском военном округе на должностях командира батареи и заместителя начальника полковой школы 1223-го гаубичного артиллерийского полка 48-й гвардейской стрелковой дивизии.
В августе 1952 года окончил подготовительные курсы, в феврале 1956 года — Военную артиллерийскую командную академию имени Ф. Э. Дзержинского.
В 1956—1962 годах служил в составе 34-й пушечно-артиллерийской дивизии РГК Группы советских войск в Германии (города Потсдам, Нойштрелиц, Росток) на должностях: сентябрь 1956 — май 1960 годов — командир дивизиона 148-й и начальник штаба 30-й гвардейской пушечно-артиллерийских бригад; май 1960 — март 1962 годов — заместитель командира 247-го гвардейского тяжёлого гаубичного артиллерийского полка.
В марте 1962 — декабре 1975 годов служил в Прибалтийском военном округе (город Черняховск, с 1965 года — город Гусев) командиром 724-го гвардейского артиллерийского полка 9-й гвардейской танковой дивизии и командиром 52-го гвардейского артиллерийского полка 30-й гвардейской мотострелковой дивизии. В мае 1967 года окончил Высшие академические курсы. В 1969 году был направлен Объединённую Арабскую Республику (Египет) военным советником, в ходе Египетско-израильской войны на истощение был ранен под бомбежкой. В 1972 году переведён в Вильнюс начальником артиллерийских и ракетных войск дивизии.
В декабре 1975 года в звании полковника Лоскутников был уволен в запас. После выхода в запас вместе с супругой Марией Потаповной и дочерями Татьяной, Екатериной и Людмилой Иван Николаевич Лоскутников поселился в городе Вильнюсе Литовской ССР, где до выхода на пенсию работал начальником Литовской республиканской спасательной службы. В его подчинении находились 27 спасательных станций, 25 спасательных постов, 3 маневренные поисковые группы, более 500 обществ и ведомственных постов.
Иван Николаевич Лоскутников скончался 29 октября 1990 года от сердечного приступа на совещании, посвященном годовщине ВЛКСМ. похоронен на Антакальнисском кладбище в районе Антакальнис города Вильнюса Литовской Республики.

## Награды
- Герой Советского Союза, 31 мая 1945 года[4][5][6]
  - Орден Ленина
  - Медаль «Золотая Звезда» № 6742
- Орден Отечественной войны I степени, 6 апреля 1985 года[7]
- Орден Красной Звезды, дважды: 30 декабря 1956 года, 14 мая 1970 года.
- Орден «За службу Родине в Вооружённых Силах СССР» III степени, 30 апреля 1975 года.
- Медали[2], в том числе:
  - Медаль «За отвагу», 20 сентября 1943 года[8]
  - Медаль «За боевые заслуги», 15 ноября 1950 года
  - Юбилейная медаль «За воинскую доблесть. В ознаменование 100-летия со дня рождения Владимира Ильича Ленина», 1970 год
  - Медаль «За победу над Германией в Великой Отечественной войне 1941—1945 гг.», 1945 год[9]
  - Юбилейная медаль «Двадцать лет Победы в Великой Отечественной войне 1941—1945 гг.», 1965 год
  - Юбилейная медаль «Тридцать лет Победы в Великой Отечественной войне 1941—1945 гг.», 1975 год
  - Юбилейная медаль «Сорок лет Победы в Великой Отечественной войне 1941—1945 гг.», 1985 год
  - Медаль «За взятие Берлина», 1 ноября 1945 года[10]
  - Медаль «За освобождение Варшавы», 1945 год
  - Медаль «Ветеран Вооружённых Сил СССР»
  - Юбилейная медаль «30 лет Советской Армии и Флота», 1948 год
  - Юбилейная медаль «40 лет Вооружённых Сил СССР», 1958 год
  - Юбилейная медаль «50 лет Вооружённых Сил СССР», 1968 год
  - Юбилейная медаль «60 лет Вооружённых Сил СССР», 1978 год
  - Юбилейная медаль «70 лет Вооружённых Сил СССР», 1988 год
  - Медаль «За безупречную службу» I степени, 10 января 1961 года
  - Медаль «Победы и Свободы», Польская Народная Республика, 10 октября 1973 года
- Знак «25 лет победы в Великой Отечественной войне», 1970 год
- Почётный знак СКВВ, Советский комитет ветеранов войны, 1975 год
- Почетный знак 30 лет СКВВ, Советский комитет ветеранов войны, 1980 год
- Почетный знак 35 лет СКВВ, Советский комитет ветеранов войны, 1985 год
- Почётная грамота Президиума Верховного Совета Литовской ССР, дважды: 6 мая 1975 года, 8 августа 1980 года[11]

## Память
- 7 мая 2015 года на Куртамышском аэродроме был открыт Мемориал Героям Советского Союза — уроженцам Куртамышского района (Т.А. Бояринцев, И.Н. Лоскутников, И.Н. Васильев, Г.А. Борисов, Г.Н. Зубов, А.Г. Матвиенко)[12][13] — 54°55′18″ с. ш. 64°28′04″ в. д.HGЯO
- Мемориальная доска в Макушинской средней общеобразовательной школе № 2, г. Макушино ул. Новосеверная, 32 — 55°13′39″ с. ш. 67°13′28″ в. д.HGЯO

## Семья
Старшая сестра Зоя, младшая сестра Маргарита.
Жена Мария Потаповна (?—2014, Вильнюс), дочери: Татьяна Белянская (род. 1952, живёт в Воронеже), Екатерина (род. 1954, живёт в Новосибирске) и Людмила (род. 1962, живёт в Вильнюсе).